# Gong Peak
Gong Peak – szczyt w prowincji Alberta, w Kanadzie, w paśmie Sir Winston Churchill Range, na terenie Parku Narodowego Jasper. Jego wysokość wynosi 3120 m n.p.m. Po raz pierwszy został zdobyty w 1936. Nazwę nadano mu w 1919 od pobliskiego jeziora Gong Lake.